# Vladislav Borisov
Vladislav Vladimirovich Borisov (em russo:  Владислав Владимирович Борисов; nascido em 5 de setembro de 1978) é um ciclista profissional russo.
Competiu nos Jogos Olímpicos de Verão de 2000 e 2004, terminando respectivamente em oitavo e nono lugar na perseguição por equipes de 4 km.
Foi campeão russo de ciclismo de estrada em 2007.